# DVB-RCS
Il DVB-RCS, acronimo di Digital Video Broadcasting - Return Channel Satellite, è lo standard del consorzio europeo DVB per il canale interattivo nella modalità di trasmissione televisiva satellitare e, recentemente, del digitale terrestre.

## Caratteristiche
Esempi di interattività sono: accesso a basi di dati, televisione pay-per-view, download di software, tele-shopping, tele-banking, servizi finanziari, accesso ai listini di borsa, giochi interattivi, ecc. Il modello di sistema prevede infatti che due diversi canali di comunicazione possano essere stabiliti tra il gestore della piattaforma e l'utente finale:
- Canale broadcast: canale di comunicazione unidirezionale tra il gestore e l'utente, destinato a trasportare il flusso video, audio e dati digitale. Esso può anche contenere il Percorso Interattivo di Andata (v. prossimo punto).
- Canale Interattivo: canale di comunicazione bidirezionale tra il gestore e l'utente, e viceversa, destinato a gestire l'interattività. Si compone di:
  - Percorso Interattivo di Ritorno (return channel o return link): va dall'utente al gestore. Si usa per inviare richieste al gestore, per rispondere a domande, o per trasferire dati.
  - Percorso Interattivo di Andata (forward channel o  forward link): va dal gestore all'utente. Si usa per trasmettere indietro informazione che viene dal gestore, in genere usata per gestire l'interattività. Questo canale può essere contenuto nel canale di broadcast, e nei sistemi più semplici può addirittura mancare (in tal caso, l'interattività viene gestita col flusso dati del canale broadcast).

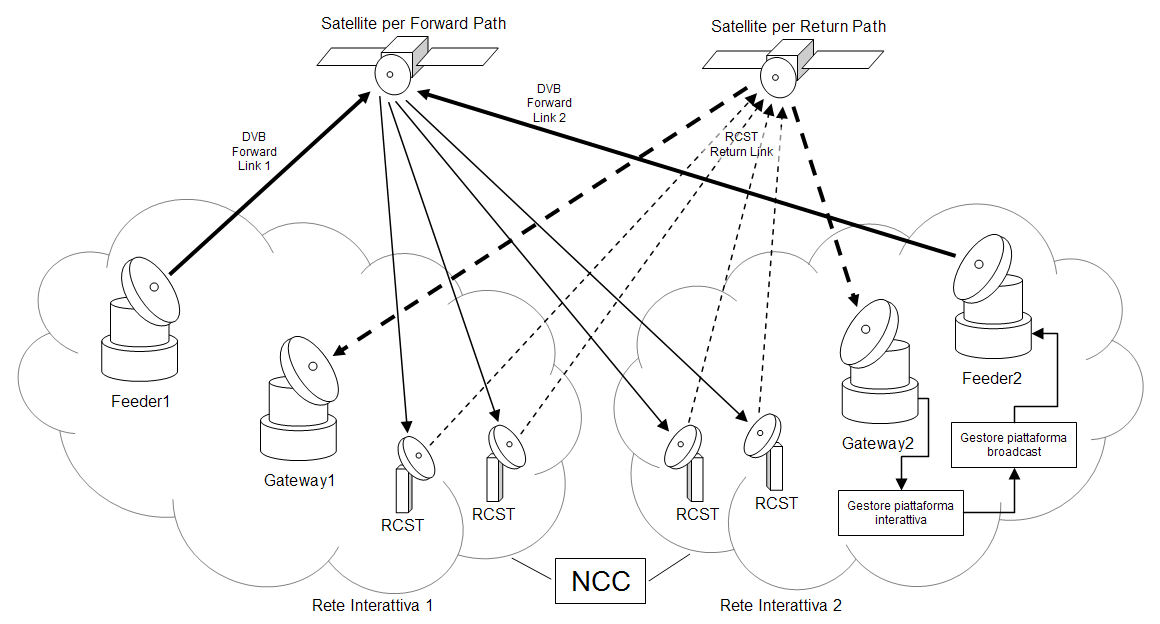
Modello di riferimento per la Rete Interattiva Satellitare.

Una rete interattiva satellitare è quindi composta dai seguenti elementi, come illustrato in figura:
- Centro di Controllo di Rete (NCC, Network Control Centre): svolge funzioni di controllo e sorveglianza. Genera segnali di temporizzazione e controllo necessari al funzionamento della rete satellitare interattiva, da trasmettere usando gli Alimentatori.
- Gateway di Traffico (TG, Traffic Gateway): riceve i segnali di ritorno dai terminali RCS, fornendo i servizi interattivi e le connessioni verso i gestori di piattaforma e le varie reti (Internet, PSTN, ISDN).
- Alimentatore (Feeder): trasmette il segnale interattivo di andata, che è costituito da un segnale video digitale di broadcast (DVB-S o DVB-S2) sul quale sono multiplati i dati d'utente e/o i segnali di controllo e temporizzazione.
- Terminale del Canale di Ritorno Satellitare (RCST, RCS Terminal): è costituito da una Unità per l'Interfaccia di Rete (NIU, Network Interface Unit) e dall'Unità set-top box (STU, Set Top Unit), capaci di gestire sia il canale broadcast che trasporta i segnali video, sia il canale interattivo.

Il percorso diretto trasporta la segnalazione allo NCC e il traffico d'utente agli RCST.